# Southern United FC
Southern United FC (założony jako Otago United) – nowozelandzki klub piłkarski z siedzibą w Dunedin. Występuje w rozgrywkach New Zealand Football Championship. Klub został założony w 2004 roku pod nazwą Otago United na bazie czterech stowarzyszeń, wchodzących w skład Football South Federation. W 2013 roku klub zmienił nazwę na Southern United FC w celu lepszego podkreślenia obszaru geograficznego, który obejmuje (Otago, Southland i południową część Canterbury).